# Maculiparia curtipennis
Maculiparia curtipennis är en insektsart som först beskrevs av Scudder, S.H. 1875.  Maculiparia curtipennis ingår i släktet Maculiparia och familjen Romaleidae. Inga underarter finns listade i Catalogue of Life.